# Liste der Museen im Landkreis Lörrach
Die Liste der Museen im Landkreis Lörrach gibt einen Überblick über die Museen im Landkreis Lörrach in Baden-Württemberg.

## Liste
| Museum                                     | Ort                        | ISIL          | Themen            | Anmerkungen                                                                                 | Weblink | Bild |
| ------------------------------------------ | -------------------------- | ------------- | ----------------- | ------------------------------------------------------------------------------------------- | ------- | ---- |
| Dreiländermuseum                           | Lörrach                    | DE-MUS-087314 | Regionalmuseum    | Besonderheit: grenzüberschreitende Themen. Seit Anfang 2023 mit neuem Museumsdepot          |         |      |
| Burgmuseum Rötteln                         | Lörrach                    |               | Burgmuseum        | Mittelalter, frühe Neuzeit                                                                  |         |      |
| Stadtmuseum Schopfheim                     | Schopfheim                 | DE-MUS-121919 | Heimatmuseum      | adelige und bürgerliche Wohnkultur                                                          |         |      |
| Schwarzwälder Wald & Glas-Zentrum Gersbach | Schopfheim-Gersbach        |               | Technikgeschichte | Waldglas                                                                                    |         |      |
| Ola's Bärenmuseum                          | Schopfheim-Gersbach        |               | Teddybären        | Privatmuseum                                                                                |         |      |
| Kutschenmuseum                             | Schopfheim-Wiechs          |               | Kutschen          | Privatmuseum                                                                                |         |      |
| Dorfstube Ötlingen                         | Weil-Ötlingen              | DE-MUS-443318 | Heimatmuseum      | bäuerliche Lebenskultur                                                                     |         |      |
| Vitra Design Museum                        | Weil am Rhein              | DE-MUS-321119 | Designmuseum      | Möbeldesign                                                                                 |         |      |
| Museum am Lindenplatz                      | Weil am Rhein              | DE-MUS-141913 | Heimatmuseum      | Präsentation der städtischen Industrie; Sammlung von Werken des Designers Hans Theo Baumann |         |      |
| Museum Weiler Textilgeschichte             | Weil am Rhein              | DE-MUS-451418 | Textilindustrie   | Betriebswerkstätten; Stoff-Musterbücher                                                     |         |      |
| Landwirtschaftsmuseum                      | Weil am Rhein              | DE-MUS-451512 | Landwirtschaft    |                                                                                             |         |      |
| Galerie Stapflehus                         | Weil am Rhein              |               | Bildende Kunst    | ohne Dauerausstellung                                                                       |         |      |
| Regionalmuseum Römervilla                  | Grenzach                   | DE-MUS-300310 | Archäologie       | römische Funde                                                                              |         |      |
| Museum im Haus Salmegg                     | Rheinfelden                | DE-MUS-721717 | Bildende Kunst    | Wechselausstellungen; früheres Stadtmuseum 2017 aufgelöst                                   |         |      |
| Narrenmuseum                               | Rheinfelden                | DE-MUS-721811 | Fastnacht         |                                                                                             |         |      |
| Dinkelbergmuseum                           | Rheinfelden-Minseln        |               | Heimatmuseum      |                                                                                             |         |      |
| Geo-Museum Dinkelberg                      | Rheinfelden-Riedmatt       |               | Geologie          |                                                                                             |         |      |
| Der Schauraum                              | Rheinfelden                |               | Heimatmuseum      | Kleines „Stadtmuseum“                                                                       |         |      |
| Literaturmuseum Hebelhaus                  | Hausen im Wiesental        | DE-MUS-203412 | Literaturmuseum   | Gedenken an Johann Peter Hebel                                                              |         |      |
| Wiesentäler Textilmuseum                   | Zell im Wiesental          | DE-MUS-930510 | Textilindustrie   |                                                                                             |         |      |
| Heimat- und Keramikmuseum Kandern          | Kandern                    | DE-MUS-071710 | Heimatmuseum      | Besonderheit: Keramikmuseum                                                                 |         |      |
| Max-Böhlen-Museum                          | Kandern-Egerten            | DE-MUS-492117 | Künstlermuseum    | Privatmuseum – Werke von Max Böhlen                                                         |         |      |
| Schloss Bürgeln                            | Schliengen-Obereggenen     | DE-MUS-071814 | Schlossmuseum     | Geschichte und Wohnkultur                                                                   |         |      |
| Heimatmuseum Klösterle                     | Schönau                    | DE-MUS-334912 | Heimatmuseum      |                                                                                             |         |      |
| Besucherbergwerk „Finstergrund“            | Wieden                     | DE-MUS-986518 | Schaubergwerk     | ehemaliges Fluss- und Schwerspat-Bergwerk                                                   |         |      |
| Museum in der 'Alten Schule'               | Efringen-Kirchen           | DE-MUS-408117 | Heimatmuseum      | Besonderheit: Jaspis-Bergbau                                                                |         |      |
| Alte Schmiede Mambach                      | Zell-Mambach               |               | Schmiede          | Aktionstage mit Vorführung des Handwerks                                                    |         |      |
| Oberrheinischen Bäder- und Heimatmuseum    | Bad Bellingen-Bamlach      |               | Heimatmuseum      | Besonderheit: Geschichte Thermalbad                                                         |         |      |
| Wirtshausmuseum Krone                      | Kleines Wiesental-Tegernau |               | Wirtshaus         |                                                                                             |         |      |
| Paul-Ibenthaler-Haus                       | Lörrach                    |               | Künstlermuseum    | Privatmuseum – Werke von Paul Ibenthaler                                                    |         |      |
| Bauernhausmuseum Schneiderhof              | Steinen-Endenburg          |               | Bauernhof         |                                                                                             |         |      |
| Otto Erich Döbele Museum                   | Schopfheim                 |               | Künstlermuseum    | Privatmuseum – Werke von Otto Erich Döbele                                                  |         |      |
| Kreiterhof-Museum                          | Kandern-Egerten            |               | Bauernhof         | Privatmuseum – landwirtschaftliche Geräte                                                   |         |      |
| Dorfmuseum Eichen                          | Schopfheim-Eichen          |               | Heimatmuseum      |                                                                                             |         |      |
| Klopfsäge Fröhnd                           | Fröhnd                     |               | Klopfsäge         | Sägewerk in Aktion                                                                          |         |      |
| Markgräfler Küfermuseum                    | Kandern-Tannenkirch        |               | Küferhandwerk     |                                                                                             |         |      |
| Dorfschmiede Nollingen                     | Rheinfelden-Nollingen      |               | Schmiede          | Aktionstage mit Vorführung des Handwerks                                                    |         |      |
| Bauernhausmuseum Segerhof                  | Wembach                    |               | Bauernhof         |                                                                                             |         |      |
| Vogtshaus                                  | Steinen                    |               | Bildende Kunst    | Wechselausstellungen bildende Kunst                                                         |         |      |
| „Oben auf dem Berg“                        | Lörrach-Brombach           |               | Künstlermuseum    | Privatmuseum – Werke von Rudolf Scheurer                                                    |         |      |
| Hermann-Burte-Archiv                       | Maulburg                   |               | Literaturmuseum   | Gedenken an Hermann Burte                                                                   |         |      |
| Bürstenmuseum Todtnau                      | Todtnau                    |               | Bürstenmacherei   | eröffnet am 26. September 2020                                                              |         |      |
| Nessler-Ausstellung                        | Todtnau                    |               | Friseurhandwerk   | zu Karl Ludwig Nessler dem Erfinder der Dauerwelle                                          |         |      |
| Lasser Brauereimuseum                      | Lörrach                    |               | Brauereiwesen     | zur Geschichte der Brauerei Lasser                                                          |         |      |
| Emilianum                                  | Grenzach                   |               | Mineralbrunnen    | zur Geschichte des Grenzacher Heilwassers                                                   |         |      |